# Lutnia
Lutnia – dawny instrument muzyczny strunowy, wykształcony i najbardziej rozpowszechniony w kulturze europejskiej epoki renesansu i baroku. Ma charakterystyczny korpus o kształcie połówki migdała lub gruszki, który zbudowany jest z dużej liczby wygiętych, osełkowatych listewek. Umieszczona na końcu stosunkowo krótkiej szyjki komora kołkowa (główka) odgięta jest znacznie do tyłu. Używana była zarówno przez profesjonalnych muzyków, jak i amatorów, do akompaniamentu i gry solowej. Muzyka lutniowa zapisywana była na sześcioliniowych tabulaturach. W XVIII wieku, wyparta przez instrumenty klawiszowe i smyczkowe, wyszła z użycia.
W szerszym kontekście termin „lutnie” odnosi się ogólnie do instrumentów strunowych z szyjką.

## Budowa i technika gry
Lutnia zbudowana jest z wypukłego korpusu rezonansowego, krótkiej szyjki z odgiętą do tyłu komorą kołkową oraz zestawu strun.
Brzuchate pudło rezonansowe, którego kształt Kurt Sachs określił jako „wykwintny”, jest mocno zaokrąglone, ma kształt połówki migdała lub gruszki. Zbudowany jest z wielu (9–40, czasami 65) wygiętych listewek (klepek) o osełkowatym kształcie. W zależności od regionu i przeznaczenia, klepki wykonane są z drewna klonu, cisu, z hebanu, drewna sandałowego, cyprysowego, palisandru, z kości słoniowej lub z fiszbinu; niekiedy są ozdabiane w miejscach łączenia. Płyta rezonansowa – wierzchnia część korpusu – jest płaska; ma jeden okrągły otwór rezonansowy, w którym umocowana jest ozdobna rozetka. W dolnej części przytwierdzony jest strunociąg.
Krótka szyjka ma wyraźnie zarysowany i wyodrębniający się z korpusu kształt. Czasami naklejony jest na nią podstrunnik. Umieszczone na niej jest kilka (4 do 11) wykonanych z jelit progów. Na końcu szyjki znajduje się komora kołkowa (główka); w zależności od regionu, przeznaczenia i epoki, jest mniej lub bardziej odgięta w tył.
Liczba strun i sposób ich strojenia są różne. W zależności od przeznaczenia, epoki i kraju lutnia ma ich od 6 do 16. Klasycznym naciąg ma 11 strun: pięć chórów dwustrunowych i najwyżej brzmiącą strunę pojedynczą. Najczęściej występujący strój: A/a, d/d1, g/g1, h/h, e1/e1, a1. Podczas gry struny szarpie się palcami lub rzadziej zarywa plektronem.

## Historia

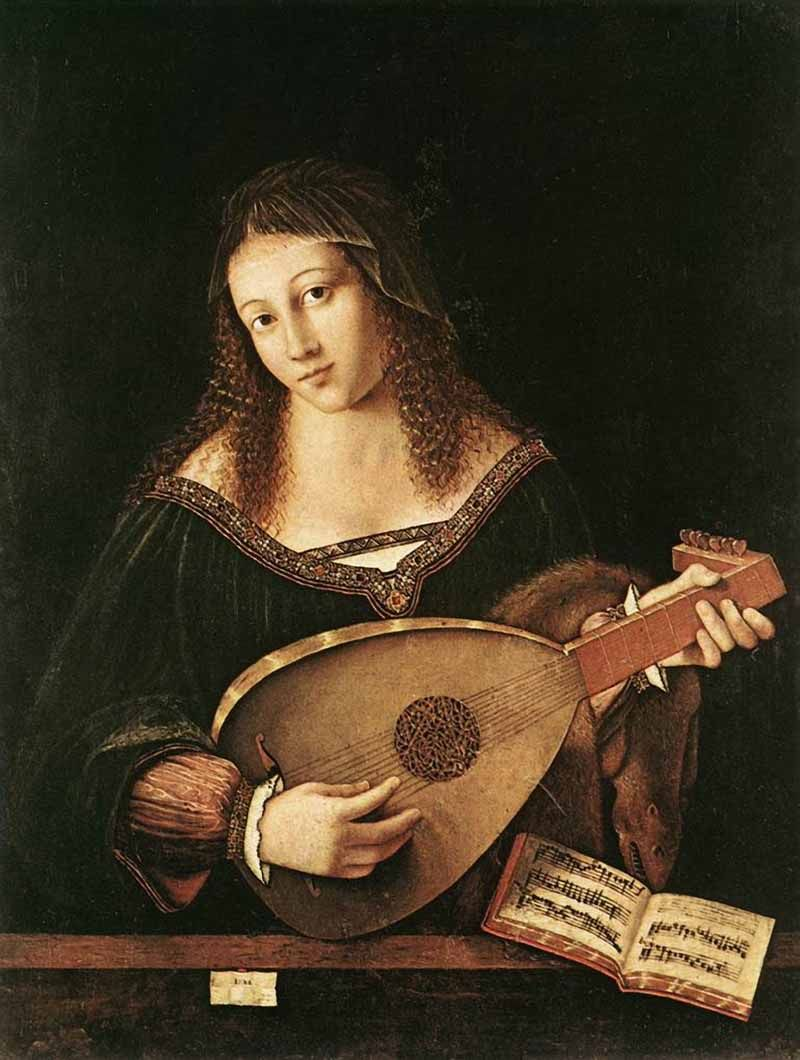
Lutnia 11-strunowa na obrazie Kobieta grająca na lutni (1520) Bartolomeo Veneto

Bezpośrednim przodkiem lutni europejskiej jest arabski instrument ud, który do Europy trafił (ok. XI–XIII wieku) z Afryki północnej przez półwyspy Iberyjski i Apeniński. Arabska nazwa al-ud została przekształcona w Andaluzji na laúd, a później, we Francji, w języku starofrancuskim na lut.
Nie zachował się żaden egzemplarz lutni europejskiej pochodzący sprzed XVI wieku; informacje historyczne pochodzą ze źródeł pisanych, ikonograficznych oraz z rzeźbiarstwa. Do XV wieku lutnie europejskie miewały – jak ich arabski przodek – wąską, pozbawioną progów i wyciętą z tego samego kawałka drewna co korpus szyjkę. W XIII i XIV wieku zaczęła rozpowszechniać się konstrukcja z szerszą szyjką, progami i sześcioma strunami w stroju kwartowym, z tercją wielką w środku; grali na niej wędrowni śpiewacy-rycerze i trubadurzy.
W XV wieku rozpowszechnił się klasyczny, 11-strunowy model z pięcioma strunami zdwojonymi i jedną pojedynczą, a lutnia była znana w prawie wszystkich krajach Europy. W krajach bałkańskich, Rosji i Polsce rozprzestrzeniła się pod nazwą kobza. Obecna była na dworach królewskich i w środowiskach miejskich.
Wkrótce, ze względu na możliwość gry akordowej, która zaspokajała potrzeby rozwijającej się homofonii i polifonii, lutnia stała się najpopularniejszym instrumentem strunowym realizującym akompaniament; ze względu na poręczność oraz uniwersalność konkurowała z instrumentami klawiszowymi. Towarzyszyła amatorom i profesjonalistom, śpiewakom i tancerzom, wykorzystywana była jako instrument solowy, wykonywano na niej transkrypcje wielogłosowych utworów wokalnych, tańce, preludia, fantazje, ricercary. Kapelę, w której skład wchodzili wyłącznie lutniści, utrzymywał prawdopodobnie król Zygmunt I.
Oprócz wersji klasycznej, budowano rozmaite warianty różniące się nieznacznie gabarytami, kształtem korpusu, ilością strun oraz strojem; wszystkie charakteryzowały się odgiętą do tyłu komorą kołkową. Lutnia nie zadomowiła się na Półwyspie Iberyjskim – popularność zyskała tam gitara, a w kręgach arystokratycznych vihuela de mano.

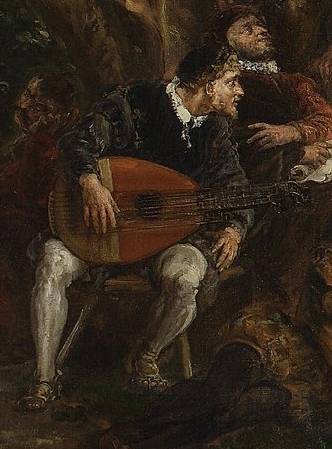
Valentin Bakfark – lutnista królewski uwieczniony na obrazie Rzeczpospolita Babińska Jana Matejki

W XVI wieku, kiedy instrumenty basowe zaczęły nabierać znaczenia, zaczęto wyposażać lutnie w dodatkowe, struny nisko brzmiące. W ten sposób powstała rodzina instrumentów służących do realizowania basso continuo – arcylutnie.
Lutnia miała ważną rolę w barokowej orkiestrze XVII wieku.
Na przełomie XVII i XVIII zaczęła stopniowo zanikać. Była wypierana klawesynem i instrumentami smyczkowymi.
Słynnymi wirtuozami i kompozytorami muzyki lutniowej epok renesansu i baroku byli m.in. Francuzi Jean Mouton i Jacques Gaultier, Włoch Francesco da Milano, Polacy Jakub Reys-Polak, Wojciech Długoraj i Diomedes Cato, Anglik John Dowland oraz Węgier Valentin Bakfark – lutnista na dworze Zygmunta II Augusta, który okazał się być szpiegiem Albrechta Hohenzollerna. Muzykę czytali i zapisywali na sześcioliniowych tabulaturach lutniowych.
Współcześnie używana jest do wykonywania muzyki dawnej.